# 1992 في أذربيجان
فيما يلي قوائم الأحداث التي وقعت خلال عام 1992 في أذربيجان.

## سياسة

### تعيين في المنصب
- 16 يونيو – أبو الفضل إلجي بيك قائمة رؤساء أذربيجان.

## مواليد

### فبراير
- 24 فبراير – فاسيف دوراربيلي لاعب شطرنج أذربيجاني.

### مايو
- 18 مايو – إيلتاج سفارلي لاعب شطرنج أذربيجاني.

### سبتمبر
- 20 سبتمبر – صفورا عليزاده

## وفيات

### مارس
- 25 مارس – جهانكير جهانكيروف (مواليد 1921)

### سبتمبر
- 19 سبتمبر – عائدة إيمانقولوييفا (مواليد 1939)

### أكتوبر
- 7 أكتوبر – ميكائيل علسكر حسينوف (مواليد 1905) مهندس معماري أذربيجاني.